# Посівний матеріал
Посівний матеріал, насінний матеріал — насіння, плоди, частини плодів, супліддя, що їх використовують для сівби та садіння. Доброякісний Н. м.— основа високого врожаю. За посівною і сортовою якістю Н. м.  має відповідати вимогам державного стандарту. Посівні якості (схожість насіння, його чистота, зараженість хворобами га шкідниками, вологість, маса 1000 насінин) і сортову якість (сортова чистота) Н. м. визначали державні насінні інспекції, проводячи лабораторний аналіз насіння, ґрунтовий контроль, польову і комірну апробацію. Державними стандартами встановлювались високі вимоги до Н. м. Згідно з ГОСТом Н. м. залежно від посівних якостей поділяли: 
- зернові і зернобобові культури на 3 класи,
- цукрові буряки та овочеві культури на 2 класи.

Для кожного класу нормують вміст насіння основної культури, відходи основної культури, домішки, кількість насіння інших рослин (зокрема, бур'янів), схожість і вологість. Наприклад, для м'яких пшениць встановлено такі норми осн. культури (в %): 1-й клас — 99, 2-й клас — 98,5, 3-й клас — 97; схожість (у %) відповідно: 95, 92 і 90. Насіння 3-го класу дозволяють висівати як виняток і лише на товарних площах. За сортовими якостями Н. м. поділяють (за даними апробації) на 3 категорії. Для більшості зернових і зернобобових сортова чистота насіння 1-ї категорії не нижча за 99,5%, 2-ї — 98, 3-ї — 95%, причому до сівби на насіння  допускають насіння лише 1-ї категорії.